# Häxprocessen i Kungälv
Häxprocessen i Kungälv ägde rum i det då danska (norska) Bohuslän under år 1629. Processen är ofullständigt känd men tillhör ändå det fåtal häxprocesser under den norska och danska tiden i Bohuslän där dokumentationen finns bevarad. Den slutade med att fyra kvinnor brändes på bål: två av dem efter döden sedan de avlidit i fängelset, och två av dem levande. 

## Historik
Efter utfärdandet av trolldomsplakatet Forordning om troldfolk og deres medvidere i Danmark 1617 förekom en häxjakt i Bohuslän under 1620-talet som är bristfälligt dokumenterad och bedöms ha ett stort mörkertal. Häxprocesser över huvud taget är bristfälligt dokumenterade i Bohuslän under den norska och danska tiden, men några är fragmentariskt kända från Kungälv. 
Gundel Anderses i Kungälv greps 4 mars 1629 anklagad för häxeri av stadens fogde Jacob Claussen. Hon fängslades i fängelsehålan i tornet Fars hatt på Bohus fästning. Vid rättegången bad hon elva kvinnor gå ed på hennes oskuld med sig själv som den tolfte, men misslyckades. När en åtalad hade misslyckats med en tolvmannaed, brukade rätten ge order om vattenprov. Om vattenprovet visade på skuld, och den tilltalade fortsatte neka, brukade tortyr tillgripas för att få en bekännelse. Detta tycks ha varit fallet även här. 
Hon dömdes till döden. Hon tillfrågades om medbrottslingar under tortyr av bödeln, och pekade ut Marette Folckers. 
Anderses begick självmord genom hängning i cellen 26 dagar efter arresteringen. Hennes lik brändes på bål. Samma dag som hennes likbål greps Marette Folckers. Hon bör ha utsatts för samma procedur som Anderses. Hela rättegången är inte dokumenterad, men ytterligare två kvinnor greps. Ännu en kvinna begick självmord i fängelset. Marette Folckers och Karen Mök avrättades genom att brännas levande på bål.  

### Efterspel
Tre av de anklagade i häxprocessen i Bohuslän under det stora oväsendet 1669 – kungälvsborna Malin i Vik, Börta Sunnerborg och Karin Skötte – hade släktingar som tidigare avrättats för trolldom. 
Karin Sköttes mor brändes levande i Häxprocessen i Kungälv 1629 (och borde alltså ha varit antingen Marette Folckers eller Karen Mök) och Malins mor 1623. Börtas moster hade avrättats för trolldom. De hade därför haft trolldomsrykte om sig. 
Karin Skötte förnekade att hennes mor hade lärt henne trolldom, men dömdes till döden av rådhusrätten den 6 november 1669, tillsammans med Malin i Vik och Börta Sunnerborg. Hon liksom Börta avled i fängelset, medan Malin i Vik avrättades i april 1670.